# Bert Romp
Berend "Bert" Romp, född den 4 november 1958 i Veendam i Nederländerna, död den 4 oktober 2018 i Tilburg, var en nederländsk ryttare.
Han tog OS-guld i lagtävlingen i hoppning i samband med de olympiska ridsporttävlingarna 1992 i Barcelona.